# Akleja

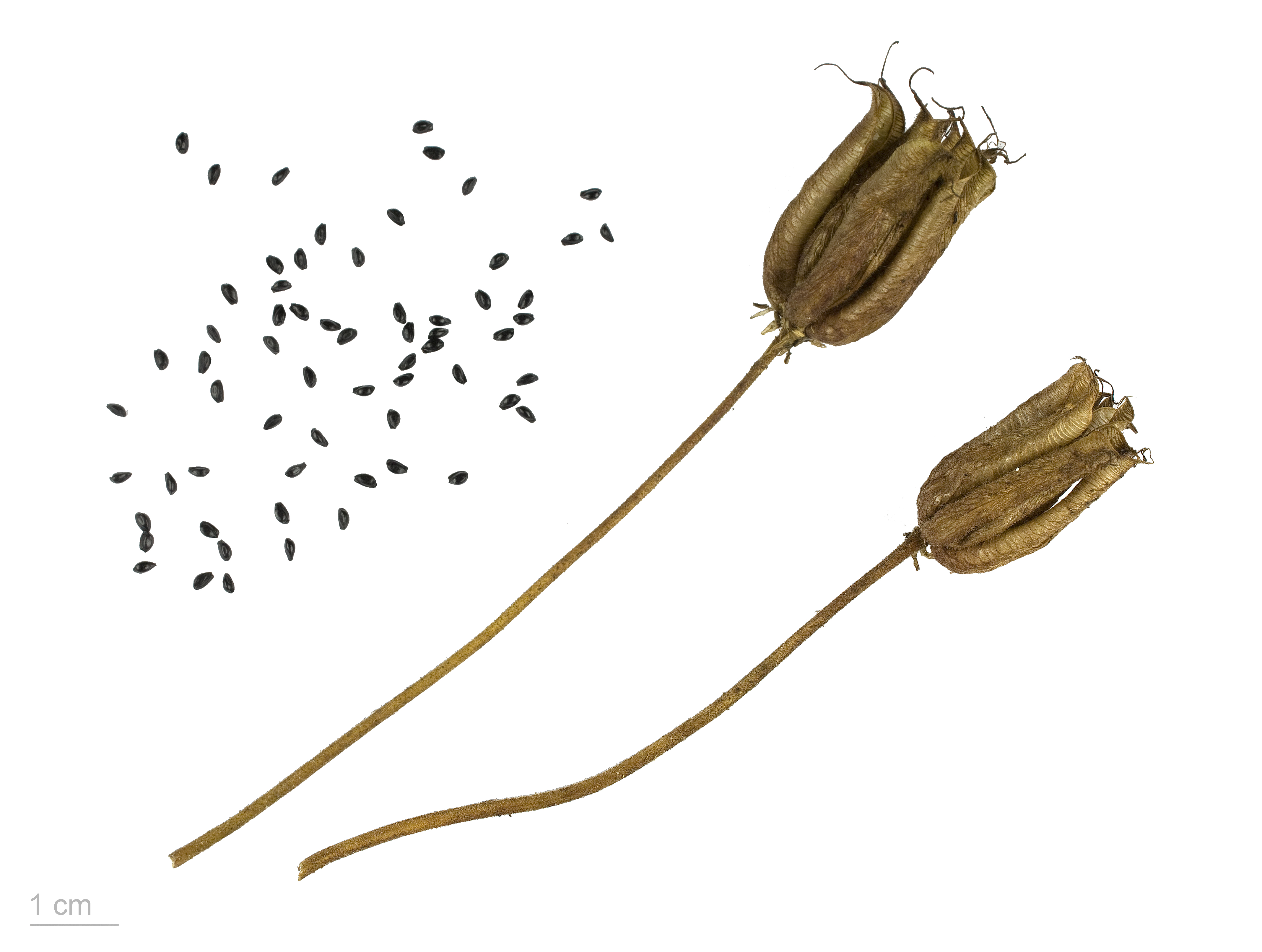
Frukter och frön från Aquilegia vulgaris.

Akleja (Aquilegia vulgaris) eller akvileja är en växtart i familjen ranunkelväxter. 

## Förekomst
Akleja finns i nästan hela Europa samt i Kaukasien och Sibirien.
Den vilda formen av akleja är sällsynt i Sverige (den finns i södra Finland, södra och mellersta Sverige upp till Dalarna, södra och mellersta Norge upp till Trondheim). Den är som vild vanlig endast kring gamla gårdar och kloster, i parker och liknande miljöer och har då antagligen förvildat sig, eftersom den länge varit en omtyckt flerårig trädgårdsväxt och lätt självsår sig med stora massor av frön och ratas av rådjur. Däremot är den särskilt omtyckt av humlor, som är de enda som har en tillräckligt lång tunga, för att nå nektarn i den djupa sporren dit bin och andra pollinerande insekter inte når.

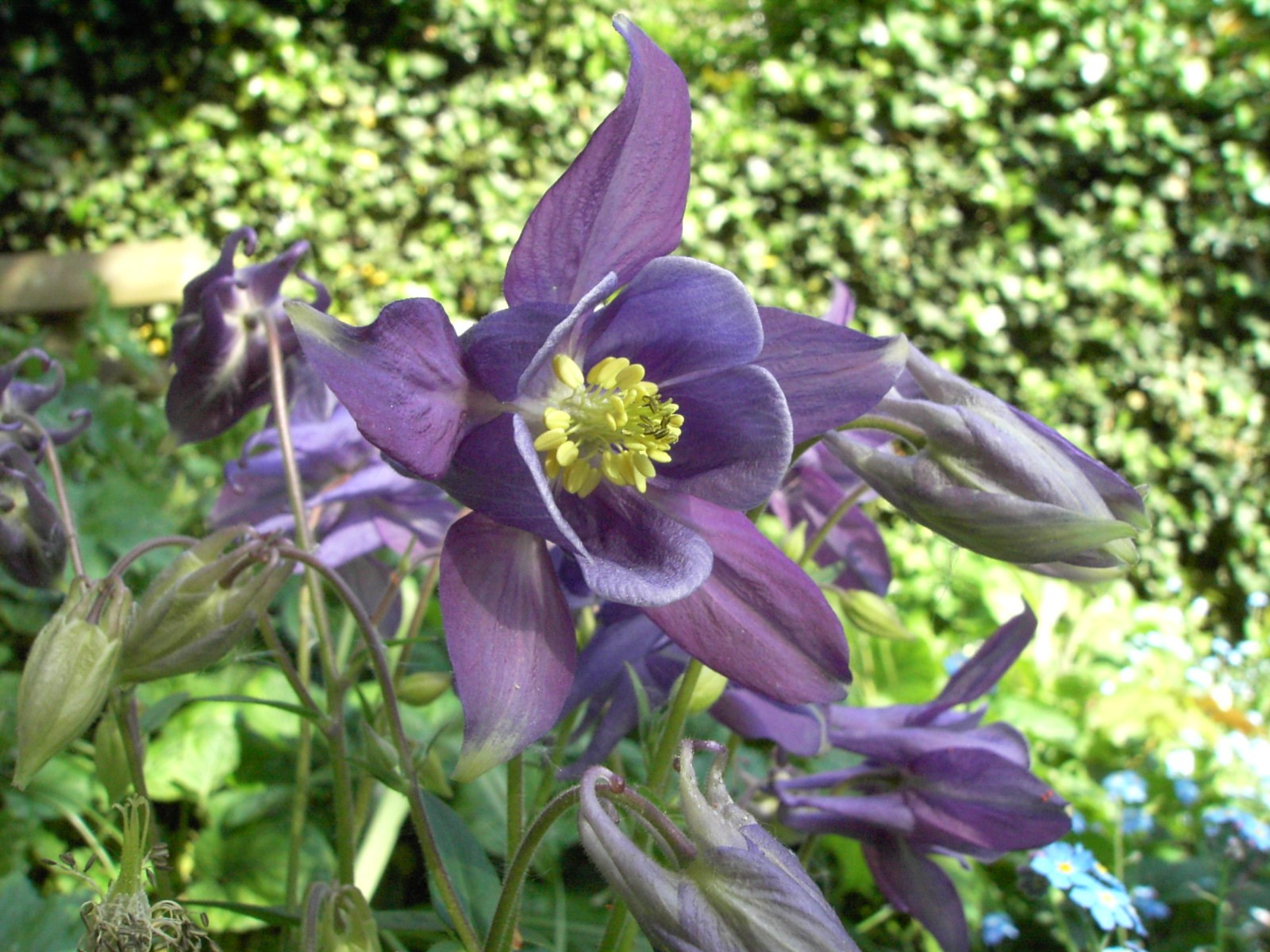
Aquilegia vulgaris.

Munkar införde arten till Sverige från tyska klosterträdgårdar, där den odlades som medicinalväxt. 

## Utseende
Liksom hos smörboll är hyllets båda kransar av ungefär samma färg (mörkblå, sällan ljusröda eller vita) men däremot olika till formen, så att man kan att anse de fem yttre för foderblad, de fem inre för kronblad. De senare har var sitt nektarium i form av en lång sporre med krökt spets. I blomman kan man vidare se att de innersta ståndarna är ombildade till tunna fjäll (staminodier)  som skyddande omsluter de späda fruktanlagen. Aklejans blomma ger endast fem småfrukter (fröhus), som sitter i en enkel krets. Örten igenkännes dessutom på sina dubbelt trefingrade rosettblad.

## Folkmedicin
Aklejan anses inom folkmedicinen kunna användas för utvärtes sårbehandling. Dess innehåll av glykosider (blåsyra), fetter, enzymer och vitamin C, har adstringerande och antiseptisk verkan. Använda delar av växten är frö, blommor, blad och rötter. Aklejans frön får inte användas för invärtes bruk eftersom de kan avge blåsyra. Växtens blad och blommor kan användas, men endast några per dag, då större doser kan ge diarréer, yrsel och andnöd.

## Språkligt
De svenska namnen akleja eller akvileja är försvenskningar av det vetenskapliga namnet för släktet, Aquilegia. Detta tolkas i sin tur av vissa källor som en sammandragning av aquila legia, som är latin och betyder ungefär "en samling örnar". Blommans baksida ser ut som fem fåglar som sitter i ring med näbbarna inåt. En folklig variant av detta är duvblomma p.g.a. likhet med flygande duvor. Andra namn är "duva drar vagn" och älvahandske. Folkliga benämningar — ibland obscena — på olika språk har tydliga beröringspunkter, se nedan.  
Andra menar att namnet ska härledas till aqua, vatten, eller den antika staden Aquileia. Vulgaris betyder vanlig, vilket åsyftar den vanligaste sorten. Andra äldre svenska namnformer är åkerleja och tyska klockor

### Några utländska folkliga namn
- Engelska:[1] Granny's bonnet (Mormors/farmors huva)
- Franska:[1] Gants de Notre Dame (Vår Frus, — d.v.s. Jungfru Marias — handskar)
- Tyska:[5] Taubenblume, Tauberln, Fünf Vögerln zusamm, Elfenhandshuh, Frauenhandschuh, Kapuzinerhütli, Pfaffenapfel, Venuswagen, Schlotterhose

### Synonyma vetenskapliga namn
Aquilegia aggericola Jord.
 Aquilegia arbascensis Timb.-Lagr.
 Aquilegia collina Jord.
 Aquilegia cornuta Gilib.  nom. invalid.
 Aquilegia cyclophylla Jeanb. & Timb.-Lagr.
 Aquilegia glaucophylla Steud.
 Aquilegia longisepala Zimmeter
 Aquilegia mollis Jeanb. & Timb.-Lagr.
 Aquilegia nemoralis Jord.
 Aquilegia platysepala Rchb.
 Aquilegia praecox Jord.
 Aquilegia ruscinonensis Jeanb. & Timb.-Lagr.
 Aquilegia silvestris Neck.
 Aquilegia speciosa Timb.-Lagr.
 Aquilegia subalpina Boreau
 Aquilegia versicolor Salisb.  nom. illeg.
 Aquilegia vulgaris proles aggericola (Jord.) Rouy & Foucaud
 Aquilegia vulgaris proles arbascensis (Timb.-Lagr.) Rouy & Foucaud
 Aquilegia vulgaris proles collina (Jord.) Rouy & Foucaud
 Aquilegia vulgaris proles cyclophylla (Jeanb. & Timb.-Lagr.) Rouy & Foucaud
 Aquilegia vulgaris proles mollis (Jeanb. & Timb.-Lagr.) Rouy & Foucaud
 Aquilegia vulgaris proles nemoralis (Jord.) Rouy & Foucaud
 Aquilegia vulgaris proles praecox (Jord.) Rouy & Foucaud
 Aquilegia vulgaris proles ruscinonensis (Jeanb. & Timb.-Lagr.) Rouy & Foucaud
 Aquilegia vulgaris proles subalpina (Boreau) Rouy & Foucaud
 Aquilegia vulgaris subsp. arbascensis (Timb.-Lagr.) Nyman
 Aquilegia vulgaris subsp. hispanica (Willk.) Heywood
 Aquilegia vulgaris var. cyclophylla (Jeanb. & Timb.-Lagr.) Gaut.
 Aquilegia vulgaris var. nemoralis (Jord.) P.Fourn.
 Aquilegia vulgaris var. platysepala (Rchb.) Steud.
 Aquilegia vulgaris var. praecox (Jord.) P.Fourn.
 Aquilegia vulgaris var. pratensis Kitt.
 Aquilegia vulgaris var. ruscinonensis (Jeanb. & Timb.-Lagr.) Timb.-Lagr.
 Aquilegia vulgaris var. speciosa W.T.Aiton
 Aquilegia vulgaris var. subalpina (Boreau) Zimmeter
 Aquilina vulgaris (L.) Bubani

## Akleja i litteraturen
Akleja, i formen akvileja, är en av flera växter som räknas upp i folkvisan Uti vår hage.

## Underarter och sorter

### Hallonakleja
Hallonakleja (Aquilegia vulgaris flora plena) är en underart till akleja som är populär bland odlare för sina tätt fyllda blommor. Den finns i flera färger från vit via rosavit, rosa, ljusblå till mörkblå.

### Klematisakleja
Klematisakleja (Aquilegia vulgaris 'Clematiflora') är en sort av akleja som har den speciella egenheten att dess blommor är stående, till skillnad från andra aklejor, som har hängande blommor.